# Petrus Hofstede de Groot
Petrus Hofstede de Groot, född 8 oktober 1802, död 5 december 1886, var en nederländsk teolog.
Hofstede de Groot, som blev professor i Groningen 1829, företrädde en förmedlande riktning mellan ortodox och liberal teologi, hävdande lärofrihet men motståndare till den moderna historiskt-kritiska teologin. Han var verksam för folkundervisning, socialt räddningsarbete och mission.